# Milaor
Milaor é um município de  quarta classe de renda municipal (d) na província Camarines Sul, nas Filipinas. De acordo com o censo de 1 de maio  de  2020 possui uma população de 33 963 pessoas e 7 241 domicílios.